# José Luis Abajo
José Luis Abajo   (Madrid, 22 de juny de 1978) sobrenomenat Pirri, és un esgrimidor espanyol que competeix en la modalitat d'espasa.
Va participar en els Jocs Olímpics de Pequín 2008 en la categoria d'espasa individual, obtenint la medalla de bronze, en el dol pel tercer lloc contra l'hongarès Gabor Boczko, sent la primera medalla olímpica d'Espanya en l'esgrima, i convertint-se a la medalla número 100 en la història d'Espanya en els Jocs Olímpics, tant d'hivern com d'estiu.El 2013 va ser inclòs al Saló de la Fama de la Federació Internacional d'Esgrima.
Es va retirar de la competició el 2016. Posteriorment va ser el president de la Real Federació Espanyola d'Esgrima.

## Palmarès
Palmarès de José Luis Abajo.
- Diploma (8è lloc) en espasa individual en el Campionat Mundial d'esgrima del 2005.
- Medalla de bronze en espasa individual en els Jocs del Mediterrani 2005
- Medalla d'argent en espasa per equips en el Campionat Mundial d'esgrima del 2006.
- Diploma (4t lloc) en espasa per equips en el Campionat Mundial d'esgrima del 2007.
- Medalla de bronze en espasa individual en els Jocs Olímpics d'Estiu de 2008.[2]